# Hünenbett von Wulfen

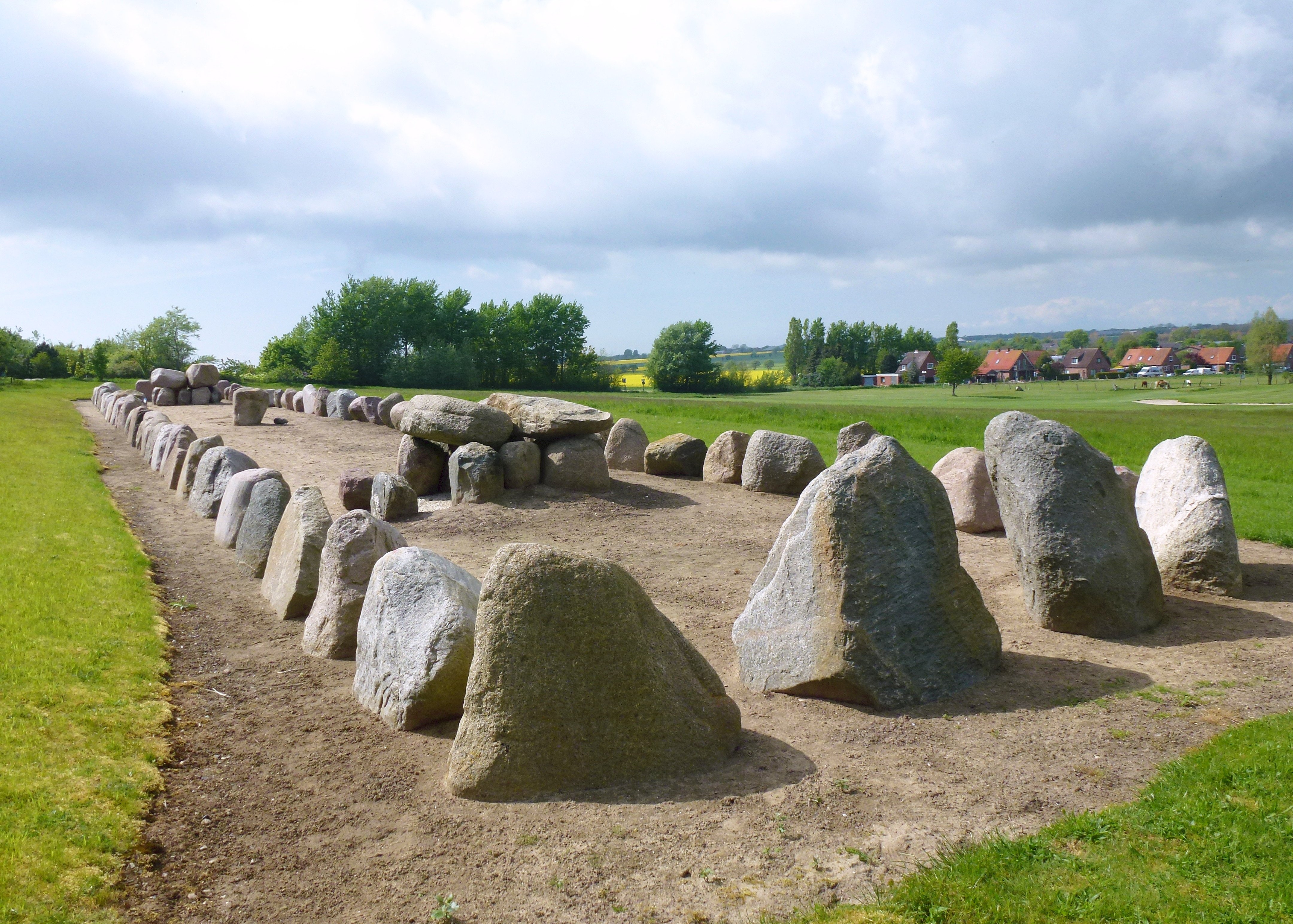
Das nachgebaute Langgrab am Wulfener Berg

Das Hünenbett von Wulfen im Süden von Fehmarn in Schleswig-Holstein ist ein 2010 erfolgter Nachbau.
Am Wulfener Berg, bei Wulfen befand sich ein Gräberfeld mit Großsteingräbern der Trichterbecherkultur (TBK) aus der Zeit von 3500 bis 2800 v. Chr. Auffallend waren mehrere Langbetten mit bis zu 130 m Länge (diese Riesenbetten gehören zu den längsten in Deutschland). 1836 beschrieb der Altertumsforscher Diedrich Harries (1791–1857) die weitgehend zerstörten Gräber, von denen sich keine Spuren mehr finden. Die Steine wurden gesprengt und als Baumaterial verkauft.
Als Vorbild für den Nachbau des Langbettes diente eine Zeichnung, die D. Harries von einem damals gut erhaltenen Langbett angefertigt hatte, das auf der Salzwiese unterhalb des Wulfener Berges lag. Es bestand aus einer Ost-West orientierten Einfassung und zwei Kammern mit je sieben Trag- und zwei Decksteinen. Diese Megalithanlage wurde 1876 zerstört, als man Steine für den Deichbau benötigte.
Die für den etwa 60 m langen und 7,0 m breiten Nachbau verwendeten Steine wurden auf ganz Fehmarn zusammengetragen und mit Hilfe von Baggern aufgestellt. In die Mitte des Grabes setzte man einen sogenannten Opferstein, der allerdings nicht in diesen Kontext passt. Auf die in der Steinzeit übliche Überhügelung wurde ebenso verzichtet, wie auf das Zwischenmauerwerk in den Lücken zwischen den Steinen.